# Lilium michauxii
Lilium michauxii,  conocido popularmente en su lugar de origen como  "Carolina lily," es una especie de planta bulbosa de la familia Liliaceae, nativa del sudeste de EE. UU. desde Virginia norte de Florida y sur de Texas.  

## Etimología
La especie fue nombrada en honor del botánico francés André Michaux que lo descubrió en su viaje al sudeste. 

## Descripción
Esta planta puede alcanzar hasta un metro de altura con flores de 10-12 cm de diámetro. Sus pétalos son recogidos y con puntos. Sus flores van desde el color amarillo al rojo pasando por el rojo, el púrpura y el marrón.  El lirio de  Carolina es la flor oficial del estado de Carolina del Norte.

## Sinonimia
- Lilium carolinianum Michx., non Bosc ex Lam.
- Lilium fortunofulgidum Roane & Henry
- Lilium superbum L. var. carolinianum (Michx.) Chapm.
- Lilium canadense var. carolinianum (Chapm.) Baker, Gard. Chron. 1871: 1165 (1871).
- Lilium autumnale Lodd., Bot. Cab. 4: t. 366 (1820).
- Lilium michauxianum Schult. & Schult.f. in J.J.Roemer & J.A.Schultes, Syst. Veg. 7: 258 (1829).[1]